# Danmarks basketballlandshold (herrer)
 For alternative betydninger, se Danmarks basketballlandshold. (Se også artikler, som begynder med Danmarks basketballlandshold)
Danmarks basketballlandshold er den 59 bedste basketball nation i verden og den 27 bedste i Europa.

## Relanceringen 2012
I 2012 blev den daværende landstræner, Peter Hoffman, fritstillet. Peter Hoffman og resten af landsholdet deltog ikke i nogen af de store turneringer, men da FIBA omstrukturede kvalifikationen til EM, hvilket åbnede Danmarks muligheder for flere betydende kampe. En professionalisering af landsholdsprogrammet betød også ansættelsen af en ny landstræner, der sammen med spillerne skulle spille 6-8 kampe i pre-kvalifikationen i sommeren 2013 og yderligere 8-10 kampe i sommeren 2014. Desuden var Danmark værter for Nordisk Mesterskab samme år. I 2013 ansatte Danmarks Basketball Forbund finnen Pieti Poikola som ny cheftræner.

### EMkvalifikationens første etape 2013
| Gruppe C | Gruppe C   | Gruppe C | Gruppe C | Gruppe C |       | Dato                 | Kamp    | Resultat |
| -------- | ---------- | -------- | -------- | -------- | ----- | -------------------- | ------- | -------- |
| Nr.      | Land       | Sejre    | Tabte    | Point    | 01.08 | Schweiz - Danmark    | 78 - 37 |          |
| 1        | Schweiz    | 5        | 0        | 11       | 04.08 | Danmark - Østrig     | 72 - 80 |          |
| 2        | Østrig     | 4        | 1        | 11       | 07.08 | Luxembourg - Danmark | 62 - 73 |          |
| 3        | Danmark    | 2        | 4        | 8        | 10.08 | Danmark - Schweiz    | 65 - 66 |          |
| 4        | Luxembourg | 0        | 6        | 6        | 13.08 | Østrig - Danmark     | 86 - 66 |          |
|          |            |          |          |          | 16.08 | Danmark - Luxembourg | 87 - 58 |          |

Danmark formåede ikke at kvalificere sig i første etape, og fik derfor muligheden i 2014 imod Tyskland, Østrig og Holland.

### EMkvalifikationens anden etape 2014
| Gruppe D | Gruppe D       | Gruppe D | Gruppe D | Gruppe D |       | Dato                   | Kamp    | Resultat |
| -------- | -------------- | -------- | -------- | -------- | ----- | ---------------------- | ------- | -------- |
| Nr.      | Land           | Sejre    | Tabte    | Point    | 10.08 | Hviderusland - Danmark | 97 - 72 |          |
| 1        | Belgien        | 5        | 2        | 13       | 13.08 | Danmark - Makedonien   | 72 - 90 |          |
| 2        | Nordmakedonien | 5        | 2        | 14       | 17.08 | Østrig - Danmark       | 71 - 50 |          |
| 3        | Hviderusland   | 2        | 4        | 8        | 20.08 | Danmark - Hviderusland | 66 - 73 |          |
| 4        | Danmark        | 0        | 6        | 6        | 24.08 | Makedonien - Danmark   | 80 - 46 |          |
|          |                |          |          |          | 27.08 | Danmark - Belgien      | 63 - 77 |          |

Det lykkedes altså ikke Danmark at kvalificere sig til EM 2015.
I 2016 annoncerede Pieti Poikola at landsholdet ville bestå af mere erfarne spillere, der havde spillet internationalt i klubregi. Danmark deltog i 2016 i kvalifikationen til EM 2017 og var i gruppe med Tyskland, Holland og Østrig.
| Danmarks Landsholdstrup 2016 | Danmarks Landsholdstrup 2016 | Danmarks Landsholdstrup 2016 | Danmarks Landsholdstrup 2016 | Danmarks Landsholdstrup 2016 | Danmarks Landsholdstrup 2016 | Danmarks Landsholdstrup 2016 | Danmarks Landsholdstrup 2016 | Danmarks Landsholdstrup 2016 | Danmarks Landsholdstrup 2016 | Danmarks Landsholdstrup 2016 | Danmarks Landsholdstrup 2016 | Danmarks Landsholdstrup 2016 |
| #                            | Position                     | Navn                         | Fødselsdag                   | Højde                        | Klub                         |                              | #                            | Position                     | Navn                         | Fødselsdag                   | Højde                        | Klub                         |
| ---------------------------- | ---------------------------- | ---------------------------- | ---------------------------- | ---------------------------- | ---------------------------- | ---------------------------- | ---------------------------- | ---------------------------- | ---------------------------- | ---------------------------- | ---------------------------- | ---------------------------- |
| 3                            | SG                           | Alexander Bak                | 16/01/1991                   | 193                          | Team FOG Næstved             | 23                           | PG                           | Gabriel Lundberg             | 04/12/1994                   | 191                          | Horsens IC                   |                              |
| 4                            | PG                           | Adama Darboe                 | 26/04/1986                   | 190                          | Borås                        | 25                           | PF                           | Jonas Zohore Bergsted        | 06/07/1991                   | 210                          | Aalstar                      |                              |
| 9                            | SF                           | Darko Jukić                  | 23/08/1990                   | 198                          | Bakken Bears                 | 33                           | SF                           | Jonathan Gilling             | 29/06/1991                   | 201                          | Hørsholm 79ers               |                              |
| 11                           | PF                           | Nicolai Hvidberg-Andersen    | 14/03/1996                   | 201                          | Bakken Bears                 | 42                           | SF                           | Mathias Seilund              | 25/01/1990                   | 201                          | Bristol Flyers               |                              |
| 15                           | SF                           | Zarko Jukić                  | 28/07/1993                   | 201                          | Norrköping Dolphins          | 45                           | SG                           | Esben Reinholt               | 13/04/1993                   | 195                          |                              |                              |
| 18                           | C                            | Lasse Elbæk                  | 28/02/1994                   | 208                          | Horsens IC                   | 46                           | PF                           | Frederik Rungby              | 07/06/1993                   | 199                          | SISU                         |                              |
| 20                           | SG                           | Alan Voskuil                 | 10/09/1986                   | 191                          | Virtus Roma                  |                              |                              |                              |                              |                              |                              |                              |

### EMkvalifikationen 2016
| Gruppe D | Gruppe D | Gruppe D | Gruppe D | Gruppe D |       | Dato               | Kamp      | Resultat |
| -------- | -------- | -------- | -------- | -------- | ----- | ------------------ | --------- | -------- |
| Nr.      | Land     | Sejre    | Tabte    | Point    | 31.08 | Tyskland - Danmark | 101 - 74  |          |
| 1        | Tyskland | 4        | 2        | 10       | 03.09 | Danmark - Holland  | 75 - 81   |          |
| 2        | Holland  | 4        | 2        | 10       | 07.09 | Østrig - Danmark   | 86 - 66   |          |
| 3        | Østrig   | 2        | 4        | 8        | 10.09 | Danmark - Tyskland | 106 - 102 |          |
| 4        | Danmark  | 2        | 4        | 8        | 14.09 | Holland - Danmark  | 98 - 88   |          |
|          |          |          |          |          | 27.08 | Danmark - Østrig   | 86 - 72   |          |

#### Historisk sejr over Tyskland
På trods af at Danmark ikke kvalificerede sig til EM i basketball 2017, var kvalifikationen på mange måder en milepæl i dansk basketball. Den 10. september i Arena Næstved slog Danmark, de tyske storfavoritter i triple overtid. Det var første danske sejr i 19 opgør mod Tyskland.
Danmark startede kampen i Næstved med Adama Darboe, Darko Jukic, Jonas Zohore, Jonathan Gilling og Alan Voskuil på banen, mens tyskerne startede med profiler som Chicago Bulls-spilleren Paul Zipser, Danilo Barthel fra Bayern München og den lynhurtige guard Maodo Lo fra Brose Basket.
Zipser åbnede scoringstavlen med kampens første to point, men herefter fulgtes de to hold pænt ad. Stillingen efter første periode endte 16-18 til Tyskland. Tyskerne kom foran 18-23 i anden periode, men herefter tog fanden ved danskerne, der spillede på et langt højere niveau end tidligere set i denne EM kvalifikationsturnering. Danskerne vandt resten af perioden 30-14, og de kunne derfor gå til pausen foran 48-37.
Tyskerne kom ud fra pausen med en helt anden intensitet i anden halvleg, og det var tydeligt, at flere af de tyske spillere prøvede at provokere danskerne. Anført af specielt Lo kom tyskerne bedre med i kampen, og de havde halvvejs inde i tredje periode reduceret den danske føring til 54-51. Danmark var modsat de andre opgør i kvalifikationen dog ikke så lette at kyse, og de formåede at holde en føring på 62-56 inden kampens fjerde periode.
Fjerde periode startede tungt for danskerne, der havde særdeles svært ved at få bolden gennem nettet. Således skulle der gå fire minutter, før Mathias Seilund scorede Danmarks to første point i perioden til stillingen 64-60. Heldigvis for Danmark var tilfældet stort set det samme hos gæsterne. Danmark havde brug for en spiller, der tog teten og gik forrest, og det skulle vise sig at være 21-årige Iffe Lundberg.
Lundberg ramte først et stort trepointsforsøg og fulgte op med to point i det efterfølgende angreb. Det bragte Danmark på 69-64 og gav lidt luft ned til Tyskland. Gæsterne lagde sig ikke desto mindre ikke ned, og med 1:23 tilbage af opgøret reducerede tyskerne til 71-70. Darko Jukic svarede tilbage med to point, men Chicago-spilleren Zipser formåede med elleve sekunder tilbage af kampen at udligne med et trepointsskud. Jukic fik igen bolden og chancen for at afgøre kampen, mens hans step-back gik desværre ikke i. Dermed var der lagt op til overtidsdrama i Næstved.
Danmark lagde bedst fra land, hvor Voskuil blev fejlet af Zipser i et trepointsforsøg, hvor han eksekverede alle tre free throws. Danmark kom på 78-73 med 3:35 tilbage, men tyskerne formåede endnu en gang at komme tilbage i kampen. Lo scorede med 38 sekunder tilbage af opgøret hans første trepointsskud i kampen, og han sendte dermed tyskerne foran 81-82 for første gang siden starten af anden periode. Voskuil var dog iskold og scorede en trepointsscoring få sekunder efter, hvilket bragte Danmark foran 84-82 med 27 sekunder igen. Barthel udlignede med få sekunder tilbage, og double overtime i Næstved var en realitet.
Tyskland kom klart bedst fra land i OT2, hvor de halvejs inde førte med 84-90. På dette tidspunkt forsvandt signalet meget uheldigt på TV2 Sport, men Danmark kæmpede sig bragt tilbage. Gilling sendte med 31 sekunder tilbage kampen på 92-92, og det blev sidste scoring i denne periode.
I noget så udsædvanligt som en OT3 kørte danskerne videre på deres momentum, og de løb hurtigt fra tyskerne, der virkede særdeles trætte. Begge hold havde på dette tidspunkt også flere spillere, der var fejlet ud, og hjemmebanefordelen gav danskerne det sidste til at hive en historisk sejr i land. Danmark vandt kampen med 106-102 i en fremragende kamp.

## Reference
1. ↑  FIBA World Ranking Presented by NIKE, men - FIBA.basketball
2. ↑  Danmark med til Eurobasket 2015 kvalifikationen, ny landstræner i kikkerten - Fullcourt
3. ↑  Finne bliver basket-landstræner - TV 2
4. ↑  Pieti Poikola: I år vil landsholdet bestå af mere erfarne spillere - Fullcourt
5. ↑  Herrelandsholdets bruttotrup til Eurobasket 2017 kvalifikationen er udtaget - Fullcourt
6. ↑  Denmark - FIBA EuroBasket Qualifiers 2017 - FIBA.basketball
7. ↑  Danmark vandt overtidsdrama mod Tyskland - Fullcourt